# Storia della dermatologia
La dermatologia è una delle branche della medicina più antiche, se ne hanno infatti testimonianze che la collocano presso le prime civiltà umane, sotto forma di un semplice interesse verso ciò che fosse più visibile del nostro corpo. Allo stesso tempo, però, è anche una delle ultime ad essere stata riconosciuta come specializzazione vera e propria, con tutto ciò che questo comporta, quindi medici specializzati in questo settore, terapie specifiche ed uno studio sempre più approfondito verso i tessuti e le funzioni che caratterizzano l'apparato tegumentario.

## Storia della dermatologia
La dermatologia non ha ricevuto il giusto interesse che meritava sin da quando le scienze mediche hanno iniziato ad essere indagate e approfondite già nell'antichità: la causa di questo ritardo può essere spiegata dalla comune percezione della pelle come qualcosa di esterno e superfluo. Nell'immaginario letterario degli Antichi la pelle non era portatrice di buone notizie, e insieme alle ossa, indicavano gli effetti che la sofferenza della malattia e della vecchiaia avevano prodotto sul nostro corpo. Inoltre pellis e cutis rappresentavano semplicemente la materia come inerte e insensibile, di un corpo che era già stato consegnato alla morte, e spesso le malattie cutanee vennero interpretate come segni di punizione divina e pertanto fonti di disagi sociali. Tuttavia il più grande riconoscimento all'apprendimento degli Antichi è il fatto che la terminologia per la classificazione delle malattie è rimasta pressoché intatta: ancora oggi conserviamo la stessa varietà lessicale che la medicina greco-romana aveva adottato e divulgato, puntando sulla creatività espressiva che, però, in molti casi non corrispondeva a condizioni specifiche, cosa che non sarebbe avvenuta fino all'età moderna.

## Dermatologia nell'antichità

### Popoli Mesopotamici
Tra i primi ad interessarsi alle malattie cutanee vi furono i popoli mesopotamici (Sumeri, Assiri e Babilonesi), che cercarono di capire il perché di questi problemi, spesso ricorrendo a spiegazioni che affondavano le loro radici sulla religione, e per primi osservarono e definirono varie dermopatie. Le condizioni cutanee venivano ritenute come un segno di ira divina, dovute ad un peccato o ad una mancanza dell'individuo verso la divinità, ma non solo, erano anche sinonimo di sporcizia e mancata igiene quotidiana, e pertanto queste sintomatologie influenzavano l'individuo nelle attività comuni, mentre i caratteri sfiguranti, causati dalle malattie cutanee, ne condizionavano la vita sociale, causando talvolta l'isolamento dell'individuo stesso per paura di possibili contagi. Per primi gli Assiri e i Babilonesi definirono malattia cutanee quali verruche, pustole e scabbia; infine iniziarono anche ad utilizzare sostanze quali unguenti, lozioni e tinture a scopo terapeutico.

#### Egitto

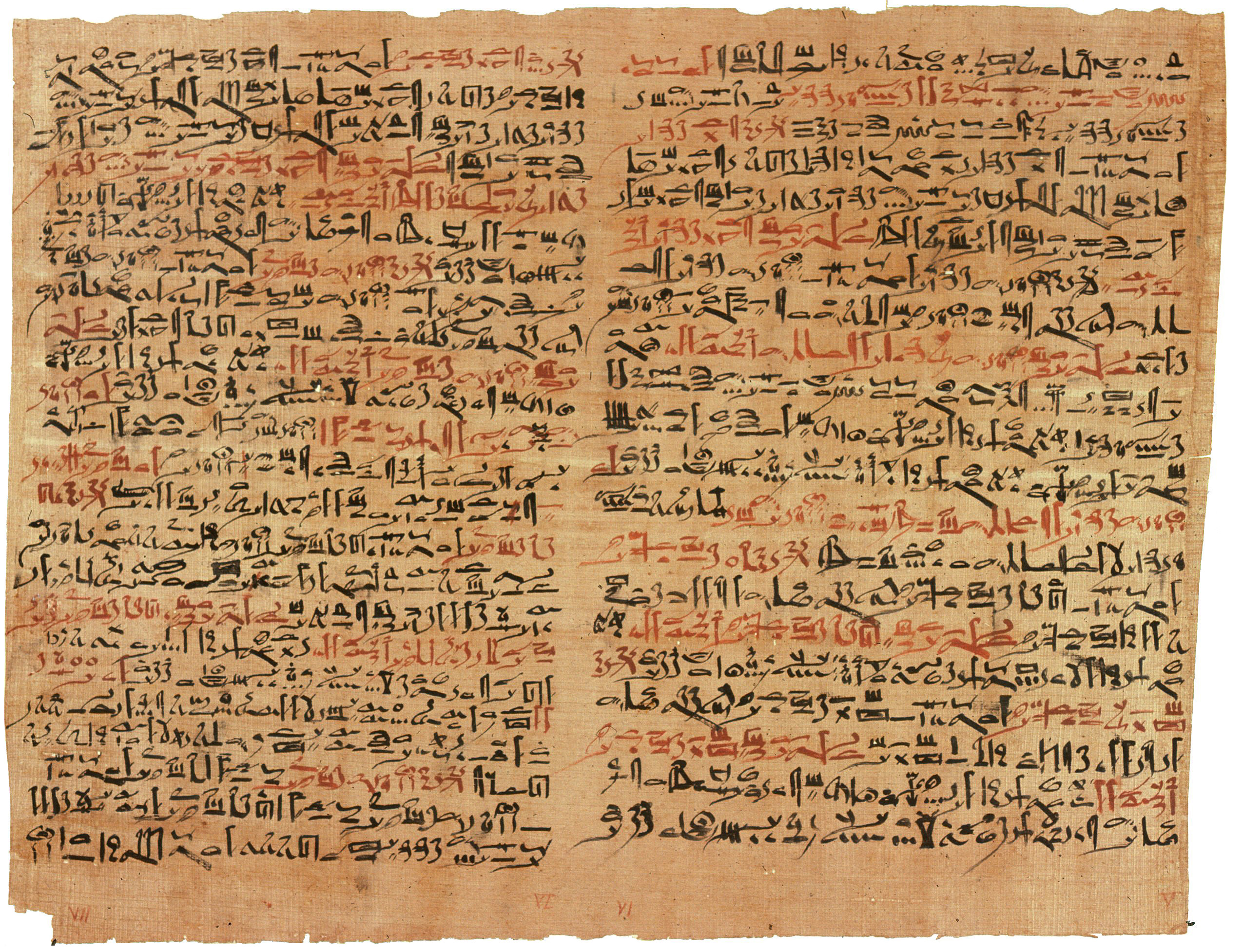
Papiro Edwin Smith

Nell'antico Egitto fu notevole l'interesse verso la cute come ben si evince dalle figure dei faraoni o degli alti funzionari statali, i quali apparivano truccati e imbellettati qualora vi fossero eventi pubblici, iniziando pertanto a creare una rudimentale tradizione cosmetologica.
È proprio in area egizia che furono rinvenute le prime testimonianze scritte che mostrano interesse verso l'ambito dermatologico, come ben si evince dai papiri di Ebers e di Smith. Il papiro di Ebers tratta di numerosi argomenti di ambito medico, tra i quali la dermatologia: pone attenzione a varie malattie cutanee quali eruzioni, ulcere e tumori, e sull'utilizzo di unguenti adatti al trattamento di tali disturbi. Nel papiro di Smith vengono fornite indicazioni per applicare uno dei primi preparati dermatologici mai registrati prima di allora, segnando con precisione il metodo corretto per l'applicazione dell'unguento e gli effetti che ne derivano da esso: questo veniva preparato da un frutto, l'hermayet, che dopo specifiche lavorazioni veniva trasformato in una sorta di massa con consistenza simile all'argilla. Secondo le indicazioni riportate dal papiro, veniva consigliato al paziente di utilizzare tale unguento per trattamenti quali la rimozione delle rughe, macchie, segni dell'età e per eliminare tutti i piccoli difetti della pelle, garantendone inoltre l'efficacia di tale rimedio. Importante in ambito dermatologico fu senza dubbio la figura di Cleopatra, la quale pose molte attenzioni alle cure della pelle per fini prettamente estetici: tramite i suoi bagni immersa nel latte, scoprì i benefici dell'acido lattico nell'idratare la pelle, ed inoltre è risaputo che la regina d'Egitto conoscesse già tecniche epilatorie basate sull'uso di olio, zucchero e succo di lime.

#### Nella Bibbia
Persino nella Bibbia vi sono accenni alla dermatologia, e in particolar modo la lebbra assume un ruolo rilevante: propriamente con questo termine venivano designate almeno 72 malattie dermatologiche diverse (tra le quali forse erano incluse anche la sifilide e il vaiolo), che causavano l'esclusione dell'individuo affetto dalla società, costretto ad identificarsi impuro per via di questa malattia alla quale si credeva non vi fossero rimedi.  Nella Versione dei Settanta, il termine lebbra era usato per tradurre l’ebraico tsarâ’ath, cioè la malattia deturpante della pelle e manifestazione della rabbia di Dio, intesa come castigo divino con conseguenti limitazioni e impedimenti nella società. Nella Bibbia si trovano poi riferimenti a varie malattie cutanee quali tumori, psoriasi e ulcerazioni.

#### Popoli orientali
I persiani conobbero e descrissero la lebbra, i nei e il vaiolo, ma senz'altro fu grande l'interesse mostrato in campo dermatologico dalle popolazioni indiane, come si evince all'interno dei Veda, nei quali si trovano informazioni riguardo a vaiolo, morbillo, erisipela, eczemi e tante altre malattie cutanee. Anche cinesi e giapponesi conoscevano la dermatologia, e si interessarono all'osservazione di diverse malattie cutanee, sulle quali lasciarono dettagliate descrizioni cliniche: trattarono della vitiligine, dell'acne, dell'alopecia e di altre anomalie di pelle e unghie.

#### Grecia
È senz'altro la medicina greca a dare un significativo contributo alla dermatologia, grazie alle figure di importanti medici. Per molti secoli la storia greca fondò il suo pensiero intorno al concetto del καλὸς καὶ ἀγαθός, ovvero la stretta connessione tra bellezza esteriore e interiore, pertanto, essendo l'aspetto esterno dell'individuo fonte di grande attenzione, le cure del corpo furono di grande interesse all'interno della Grecia classica, le quali si basarono soprattutto su una corretta dieta e sull'importanza dell'attività fisica. In ambito dermatologico tra i primi nomi rilevanti vi è quello di Alcmeone di Crotone, il quale nel suo trattato 'Natura' elenca varie malattie cutanee e possibili cure per esse. Empedocle di Agrigento, appellato guaritore miracoloso o anche dominatore di epidemie, espone l'innovativa teoria della respirazione cutanea, basata sull'idea di uno scambio di minuscole particelle (oggi diremmo molecole gassose) tra l'esterno e l'interno dell'organismo, tramite le vie dei pori, e pertanto designa la cute come succedanea ai polmoni, e proprio alla luce di ciò essa dovrebbe essere ben curata. Nel IV secolo, Filistione di Locri, allievo di Empedocle, conferma l'ipotesi del maestro parlando proprio di respirazione attraverso i pori cutanei nel suo poema 'Sulla natura o sulle origini'. Ma il massimo esponente della medicina greca fu Ippocrate, il quale attribuisce alla pelle una funzione eliminatoria, descrive i peli, le ghiandole cutanee e le unghie; nel campo patologico riconobbe l'edema,  i foruncoli, la gangrena e tante altre malattie cutanee. E inoltre ad Ippocrate che dobbiamo l'attribuzione di molti termini medici ancora oggi in uso: fu proprio egli ad utilizzare per la prima volta la parola δέρμα per definire la pelle, o ancora per primo coniò il termine καρκίνωμα  per designare un processo morboso indicativo di tumore maligno. Ippocrate, coerentemente al pensiero greco, promosse una vita sana, della quale i protagonisti sono l'ambiente, l'alimentazione e la ginnastica, fondamentali per un buon mantenimento del corpo e della pelle. Cerca persino di spiegare le origini delle componenti cutanee, ricorrendo a fantasiose ipotesi:
Infine, in linea con la sua teoria dei quattro umori, considera la pelle come uno dei luoghi capaci di ricevere gli umori alterati, e pertanto descrive le numerose dermopatie che possono verificarsi sulla superficie cutanea. 

#### Roma

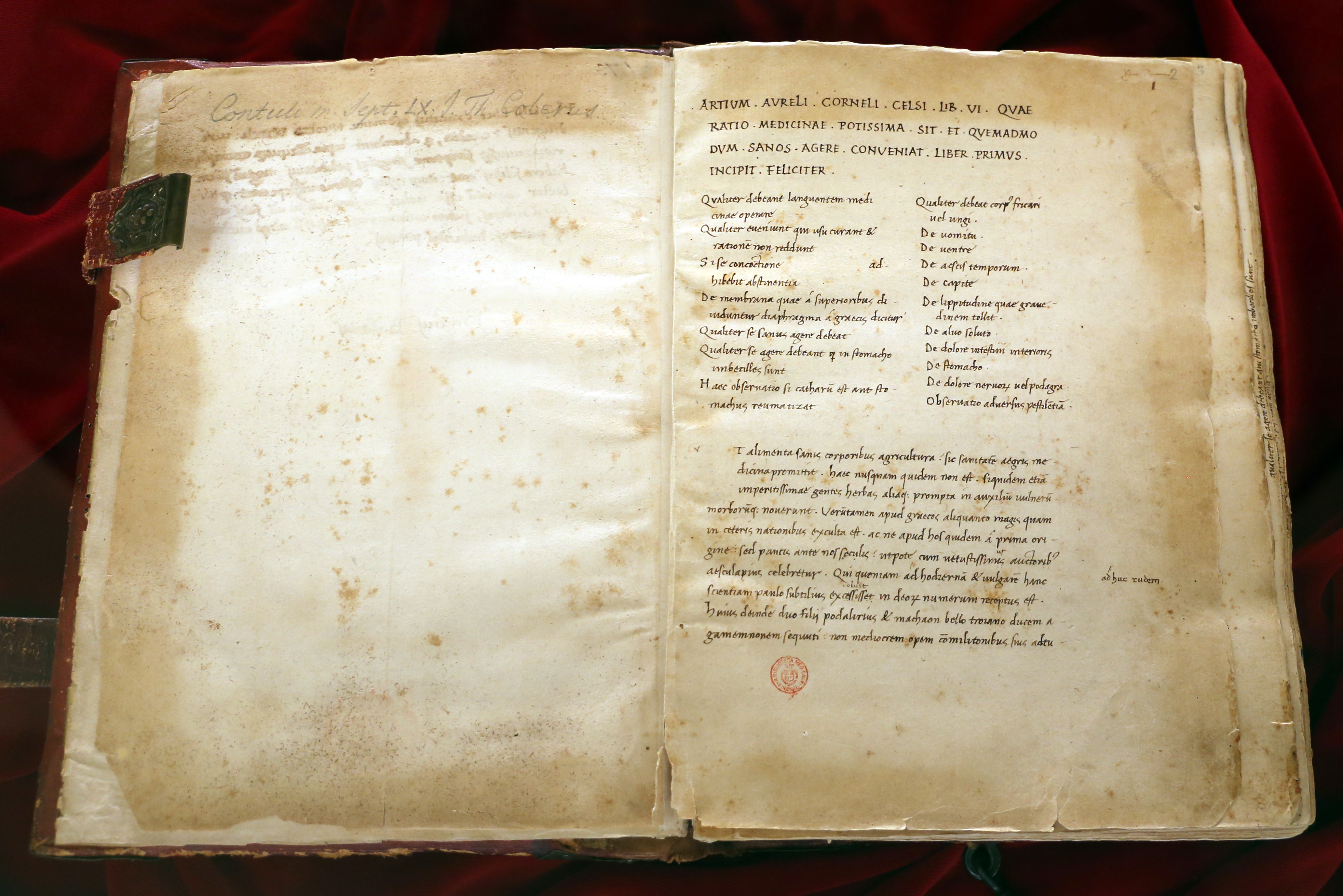

Anche in ambito medico i romani devono la loro conoscenza ai greci, ma non solo: furono influenzati anche dal sapere etrusco, i quali praticavano una medicina magica, basata sulla credenza del potere rigeneratore dell’acqua e sull’utilizzo di pomate, unguenti e vegetali, quest’ultimi usati come antisettici o per curare ferite e piccole lesioni cutanee. Tra le figure del mondo latino che contribuirono maggiormente in ambito dermatologico vi furono senz’altro Aulo Cornelio Celso e Claudio Galeno. Celso fu il primo a scrivere un trattato sulla medicina, il 'De Re Medica', nel quale trova spazio il suo sapere in ambito dermatologico: nei capitoli IV e V del libro Celso pone particolare attenzione a varie malattie dermatologiche, delle quali provvede ad una dettagliata descrizione, impiegando una terminologia particolarmente specifica e talvolta ricorrendo a nuovi termini. In questi capitoli tratta di malattie quali ulcere, carcinoma, scabbia, lebbra, vitiligine, e tante altre sintomatologie. Galeno anche trattò di numerose malattie cutanee quali le ulcerazioni, soffermandosi in particolar modo su quelle che colpiscono i genitali (Galeno fu tra i primi a capire che esse derivassero da rapporti sessuali), ritenne che il colore dei capelli fosse dovuto alla temperatura del cervello, trattò di tumori, gonorree (delle quali anche intuì il carattere sessualmente trasmissibile), e fu il primo a parlare di dermatitis artefacta. Anche nella vasta letteratura latina traspare interesse in ambito dermatologico da parte dei grandi poeti, quali Plinio il Vecchio, che nella sua opera, 'Naturalis Historia', racchiudeva a grandi linee tutto il sapere romano in possesso sino a quel momento, comprese le scoperte mediche allora circolanti a Roma, e pertanto dedica una parte della sua opera a tali innovazioni: nel libro XXVI nomina numerose malattie cutanee, tra le quali tratta del fuoco sacro e della lebbra; inoltre elenca alcune ricette sulla cosmesi, menziona le ulcere genitali, e parla dell’uso del sangue mestruale in ambito terapeutico, il quale ritenuto potentissimo anche nel Medioevo, dove veniva usato in ambito dermatologico per combattere verruche e tumori cutanei.

## Dermatologia nel Medioevo e nel Rinascimento

### Medioevo
Tra il IX e il X secolo nacque la Scuola Medica Salernitana, ed è proprio presso di essa che furono registrati importanti contributi in ambito dermatologico, e vennero introdotte nuove definizioni di malattie, con particolare attenzione per le malattie sessualmente trasmissibili. Costantino l’Africano  ha il riconoscimento di aver sintetizzato le cognizioni del mondo greco, arabo e bizantino in campo dermatologico, rimaste valide fino al Rinascimento. Trattando le malattie della pelle, Costantino ripropone la visione Ippocratica per cui la natura tende a portare sulla superficie del nostro corpo gli umori cattivi per purificare il corpo umano, spiegando così la causa delle dermatosi. Costantino afferma che le eruzioni della pelle possono verificarsi lungo tutto il corpo, ma sono più frequenti in volto, e descrive le verruche come escrescenze cutanee dure e spesse che si sviluppano soprattutto sulle mani e sui piedi, dove l’organismo è più predisposto ad espellere la bile nera (in caso di verruche dure) e il flegma (in caso di verruche molli e indolenti), in linea con la teoria degli umori.
Il contributo di Trotula de Ruggiero diviene fondamentale nella Scuola Medica Salernitana: ad ella si attribuisce il merito di aver introdotto nuove pratiche provenienti dalle società orientali, come ricette per il trattamento della pelle, la morte dei capelli, lo sbiancamento e l’applicazione del trucco sul viso, così come è riportato nel suo libro 'De ornatu mulierum'.
In questo periodo in campo dermatologico si andarono diffondendo le figure dei chirurghi e dei barbieri, cioè gli esperti della patologia esterna e quindi più pratici verso quei procedimenti terapeutici (salassi, depilazioni, applicazione di unguenti) che in un certo senso i medici accademici ripudiavano, ritenendoli non degni di nota.

#### Epidemie Medievali
Il Medioevo può essere definito come il periodo delle grandi epidemie, quali quelle di lebbra, peste e fuoco sacro, che scoppiarono in tutta Europa anche in più ondate, risultando quasi inarrestabili per la mancanza di strutture adeguate e per le precarie conoscenze che non permettevano di affrontare col giusto piglio tali malattie. Tutti coloro che avevano contratto questo genere di patologie cutanee più che curati venivano raccolti e isolati dal resto della popolazione, cercando di fatto di interrompere il contagio.

### Rinascimento

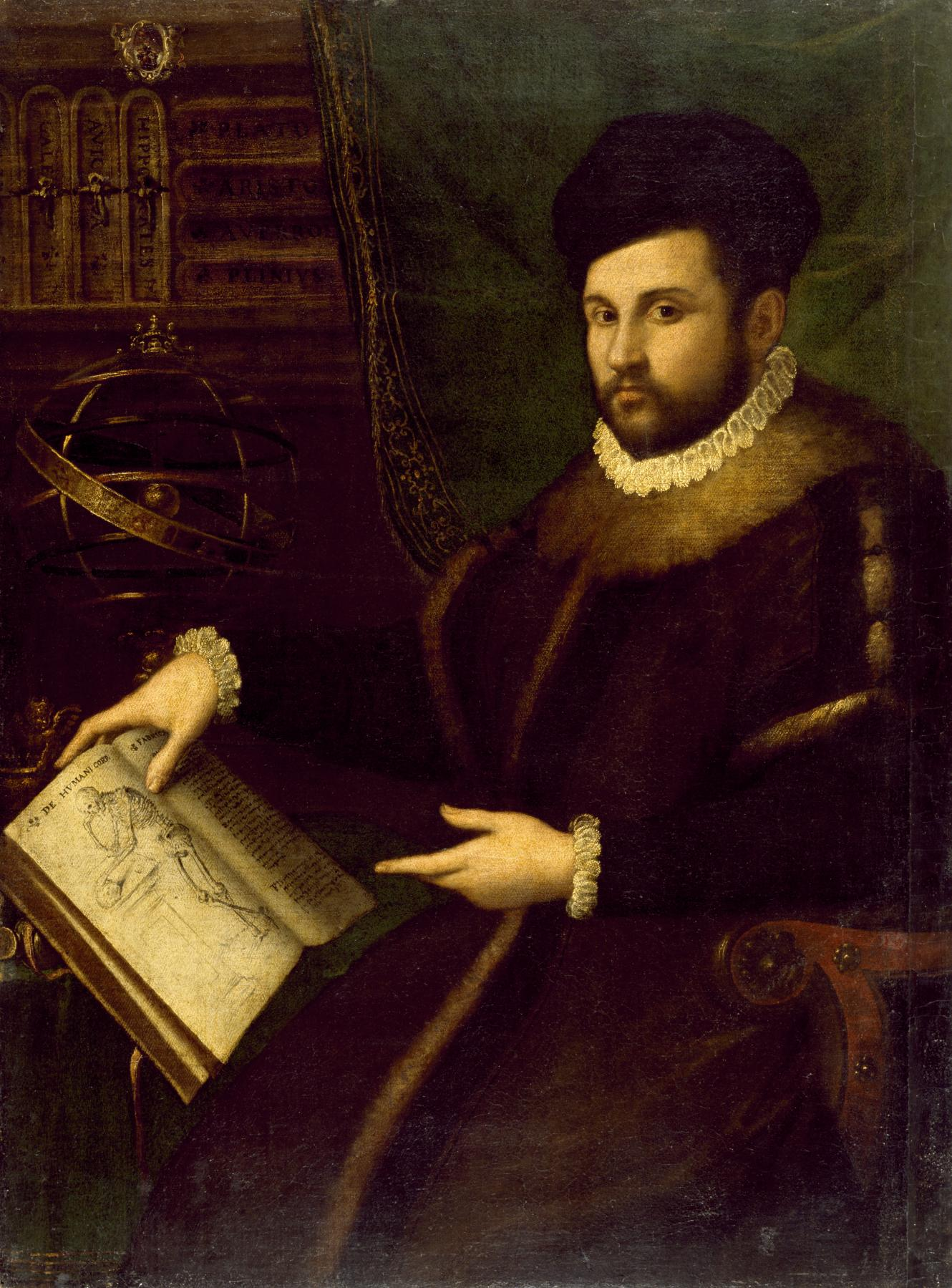
Girolamo Mercuriale.

Il Rinascimento dal punto di vista medico è un periodo di grandi innovazioni: per la prima volta i medici studiano il corpo a livello pratico, grazie alla dissezione dei cadaveri, ammessa in quegli anni. Si ebbe così l’occasione di verificare dal punto di vista pratico se tutte quelle conoscenze che gli antichi avevano collezionato corrispondessero alla realtà. Tutto ciò fu reso possibile grazie a nuovi strumenti diagnostici come delle lenti, adattate dall’invenzione del cannocchiale di Galileo, che permisero di analizzare dettagliatamente e rendere più visibili ampie zone esterne del corpo. Questa scoperta trovò brillanti applicazioni soprattutto nel campo della dermatologia e della venereologia.

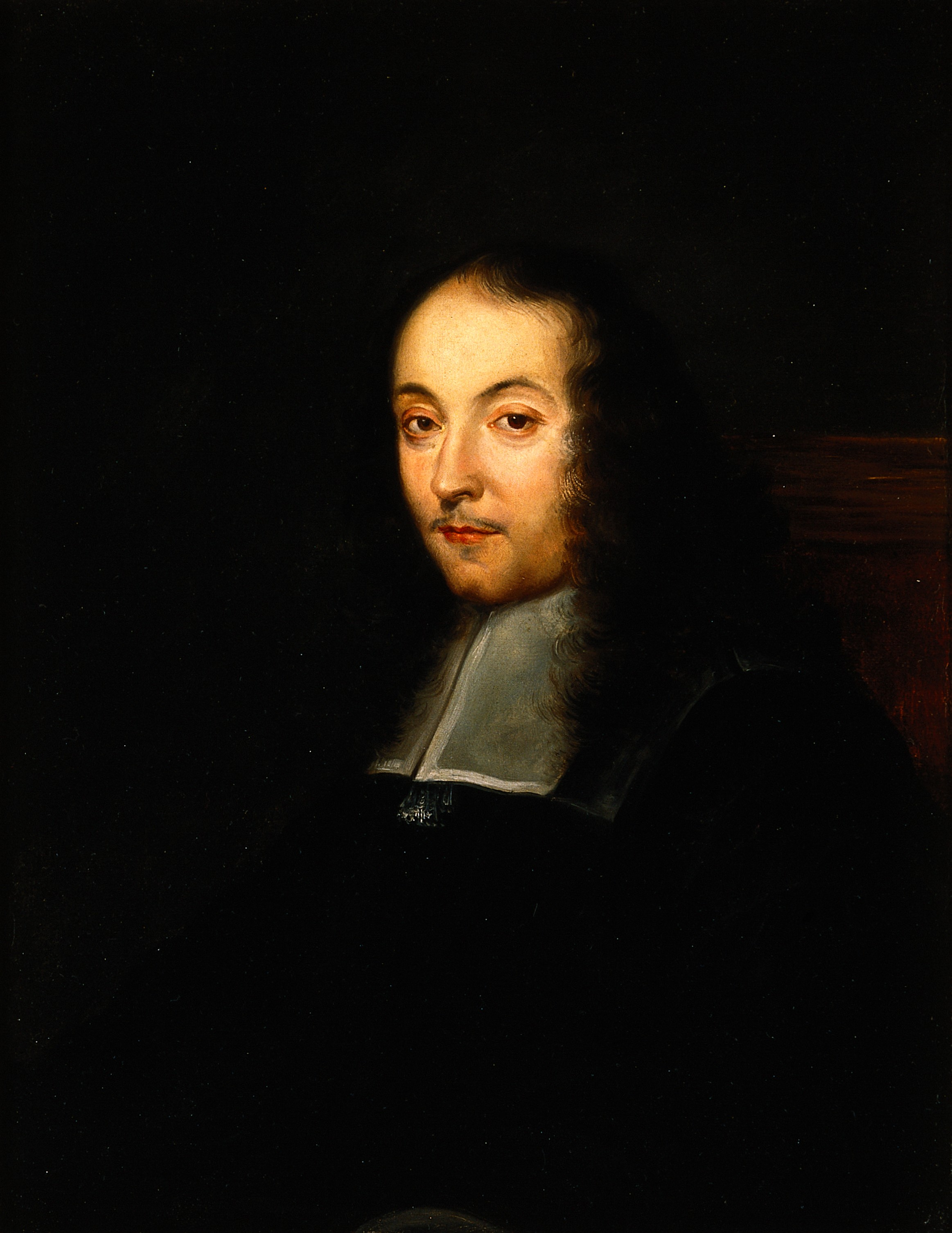
Marcello Malpighi

Marcello Malpighi approfondì i suoi studi su dissezioni di cadaveri in modo da osservare in prima persona tessuti e apparati: si definisce infatti come il fondatore dell’anatomia e della fisiologia della pelle. Nelle sue opere viene offerta per la prima volta una descrizione accurata dei vari strati della cute, differenziando derma, ipoderma ed epidermide, e descrisse le ghiandole sebacee e sudoripare, responsabili della respirazione della pelle. Malpighi identificò nel derma una rete nervosa, responsabile delle percezioni sensoriali e descrisse nello strato basale il pigmento delle pelli; ancora oggi questi strati sono denominati strati Malpighiani. Malpighi fu poi il primo ad individuare e dimostrare dal punto di vista istologico una fitta rete capillare che andava ad irrorare lo strato dell’epidermide in modo che arterie e vene si andassero collegare in determinati punti.
Gerolamo Mercuriale è l’autore del 'De morbis cutaneis et omnibus corporis humani excrementis', che viene considerato come il primo trattato sulla dermatologia per la presenza di descrizioni originali, e soprattutto vi è una sistematica trattazione delle malattie della pelle dal punto di vista igienico e cosmetico. In esso si ritrovano le descrizioni delle malattie del cuoio capelluto, quali alopecia, tigna, calvizie, e di alcune forme di esantemi,di scabbia, e di lichen. Di rilevante interesse sono i suoi studi sulla dermatologia pediatrica, in particolare su quella che oggi chiamiamo dermatite atopica. In un'altra sua opera sulla dermatologia, il'De decoratione', sono inseriti molti consigli di cosmetologia verso quei piccoli problemi che non erano premonitori di una malattia, ma comunque disturbavano la bellezza.

#### Epidemie Rinascimentali
Furono nuove e devastanti epidemie a focalizzare l'interesse medico del tempo nuovamente verso la dermatologia, con maggiori sicurezze e basi da cui poter partire dopo le passate epidemie medievali e la creazione di nuovi strumenti diagnostici, riuscendo ad affrontare tali malattie in modo più metodico.

##### La Sifilide
In epoca rinascimentale scoppiò una grande epidemia di sifilide, durante la quale furono rilevanti gli interventi di diverse figure mediche: Gerolamo Fracastoro ha il merito di aver coniato il termine sifilide e averlo associato ad una specifica malattia che prima veniva chiamata indistintamente con diversi nomi (quali scabbia venerea o patursa). Nel 'De contagione et contagiosis' è incluso il trattato sulla sifilide, della quale viene identificata la natura contagiosa, principalmente per via sessuale. Inoltre nel suo altro trattato, 'Syphilis, sive morbis gallicus',  Fracastoro mette a paragone le tumefazioni secernenti di tale malattia con la gomma che fuoriesce dai rami di ciliegio: da qui il termine gomma viene continuato ad essere usato per identificare la nota manifestazione tardiva della sifilide. Nel trattato vengono poi citati alcuni farmaci che vengono ritenuti efficaci per uso terapeutico e alcune cure profilattiche, igieniche e dietetiche contro la malattia, come per esempio il legno sacro (un composto di mercurio) e la scorza del guaiaco, da spalmare su parti della pelle malata.
Rilevante fu anche l'intervento di Niccolò Massa, che tratta la sifilide nel suo libro, il 'De morbo Gallico', nel quale viene riconosciuta la sua modalità di trasmissione sessuale, ma non unica: infatti ammette la possibilità di contrarre la malattia mediante allattamento, baci, utensili domestici e vestiti. Massa descrive in modo specifico le manifestazione secondarie della sifilide, tra cui papule di colore sporco che compaiono sul capo, sulla fronte e sulle rime boccali (soprattutto nei bambini), accompagnate da dolori delle membra in modo accentuato di notte. Tra i rimedi utili a combattere la sifilide consiglia il guaiaco in alternativa ad una terapia a base di mercurio, mediante il procedimento della fumigazione.

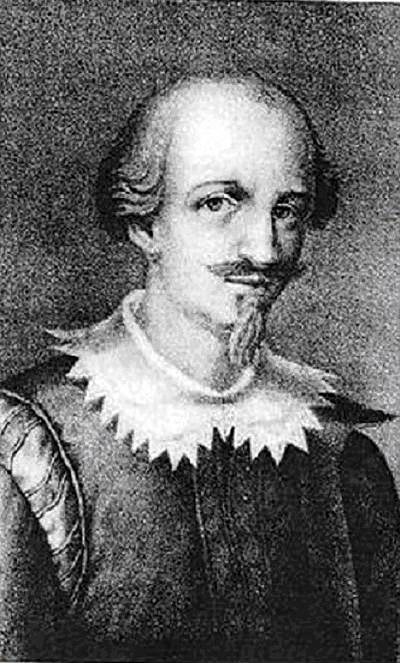
Giovanni da Vigo

Anche Giovanni da Vigo descrive la sifilide nel suo tratto il 'Chirurgia', nel quale dedica qualche capitolo all’argomento, esponendo i sintomi e segni della trasmissione in ordine cronologico. Come trattamenti terapeutici indicava l'uso di un cerotto al precipitato rosso e frizioni mercuriali, o in alternativa proponeva anche le fumigazioni mercuriali che otteneva col cinabro messo sui carboni ardenti. Inoltre Vigo usava insegnare ai pazienti come applicare gli unguenti di fronte al fuoco e dopo qualche settimana si otteneva la regressione dei sintomi. Vigo infine è stato il primo a distinguere il morbus gallicus confermitus (la sifilide) dal morbus gallicus non confermatus (l’ulcera venerea).
Gabriele Falloppio si interessò molto alla venereologia, e nel suo libro, 'Liber de Morbo Gallico', tratta della sifilide e della sua convinzione circa la provenienza dalle Americhe. Inoltre mediante la sua esperienza ha potuto evidenziare che da madri affette nascevano bambini con pelle grinzosa, affermando pertanto la natura congenita della malattia. Per quanto riguarda le cure e i trattamenti, Falloppio diffida dalle fumigazione mercuriali, ritenendole responsabili di molti altri disturbi che andavano ad aggravare il caso clinico, mentre considerava sicuramente più valida una terapia a base di guaiaco. Come rimedi alternativi alla sifilide propose un vino al mercurio, nel quale intingeva tre pezze che poi usava per trattare le parti affette.

##### La Scabbia
Francesco Redi e Giovanni Cosimo Bonomo diedero un grande contributo in ambito dermatologico, e soprattutto fu rilevante il loro impegno nello studio della scabbia. Francesco Redi descrive nei dettagli tale malattia e le cause, riconducibili a dei bacarelli che mordono e rosicano continuamente la nostra cute; inoltre fornisce anche una descrizione di come allora le donne tentavano di usare la punta dello spillo per sradicare questi piccoli parassiti e schiacciarli tra le dita. Giovanni Cosimo Bonomo lavorò duramente alla ricerca delle cause della scabbia, e basò i suoi studi sull'osservazione di questi piccoli agenti patogeni, ovvero gli acari, grazie anche all'avvento della microbiologia in quegli anni: venne studiato il modo con cui danneggiavano la cute e in particolare come deponevano le uova. Bonomo condannava approcci interni per curare la scabbia, che potevano solo far peggiorare le condizioni di salute del paziente, preferendovi trattamenti applicabili direttamente sulla cute.

## Dermatologia nel XVIII e nel XIX secolo

### Nel XVIII secolo

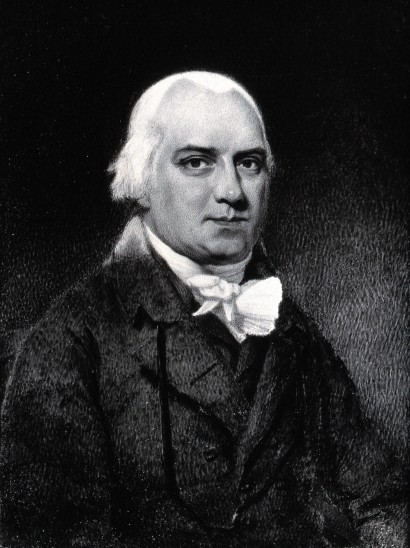
Robert Willan, padre della dermatologia moderna.

La maggior parte degli autori ritiene che le basi scientifiche della moderna nosologia dermatologica furono gettate nella seconda metà del XVIII secolo.
In Inghilterra, Daniel Turner pubblica nel 1714 il primo libro di dermatologia in lingua inglese; più tardi, nel 1716, l’austriaco Joseph von Plenk pubblica un breve testo, 'Doctrina de morbis cutaneis', ove aveva diviso le malattie cutanee in classi secondo il criterio morfologico delle manifestazioni. Anche medici non dermatologi contribuirono a scoperte dermatologiche, come Thomas Addison col morbo bronzino e James Paget col morbo mammario omonimo.. 
Nel 1798 viene pubblicato Descrizione e trattamento delle malattie cutanee, seguito da Sulle malattie cutanee(1808), del medico inglese Robert Willan, il padre della dermatologia moderna.
In Italia, invece, la dermatologia trasse ispirazione dagli studi anatomici del Morgagni e del Caldani e dalle osservazioni del Frapolli e dello Strambio sulla pellagra. Questi processi portarono allo storico traguardo della prima cattedra di malattie cutanee a Firenze.

#### In Italia
Sono numerosi i personaggi di spicco che diedero un contributo in campo dermatologico andando ad aggiungere nuove conoscenze in campo terapeutico e diagnostico.
Giovan Battista Morgagni nella sua opera, 'Adversaria anatomica', descrisse le ghiandole sebacee, confermando a tal proposito gli studi del Malpighi, e per primo descrisse le piccole sporgenze sulla superficie dei capezzoli e delle aerole mammarie femminili, che oggi sono chiamati tubercoli di Montgomery.

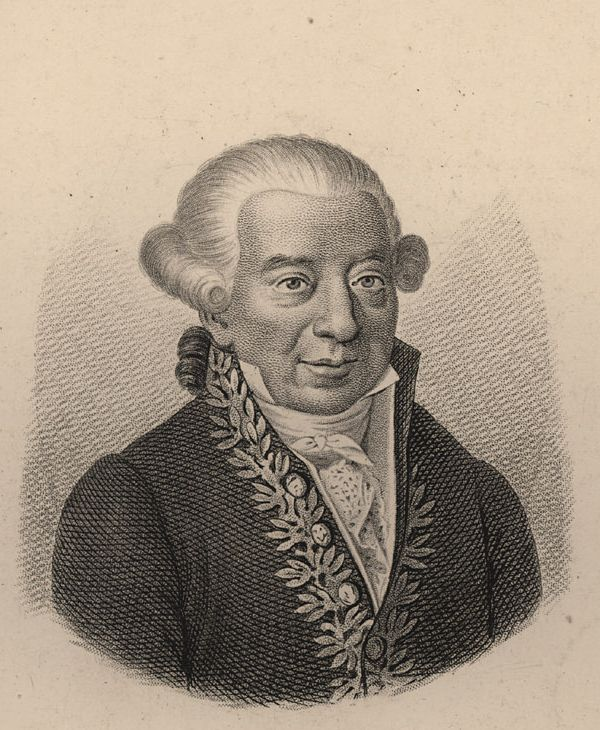
Leopoldo Marco Antonio Caldani

Leopoldo Marcantonio Caldani si interrogò sul perché le diverse etnie umane avessero una diversa pigmentazione cutanea, e inoltre si soffermò anche sull’osservazione delle macchie sulla pelle di coloro che si credeva fossero affetti da voglie, dovute a fantasie che avevano impressionato la madre durante il periodo di gestazione.
Lazzaro Spallanzani riprese gli studi sulla respirazione cutanea, dimostrando che, non solo avvengono scambi gassosi tra la pelle e l’atmosfera, ma, in determinate circostanze, la respirazione cutanea può vicariare quella polmonare. Era la dimostrazione scientifica di quanto Empedocle di Agrigento e Filistione di Locri avevano intuito molti secoli prima.

#### In Francia

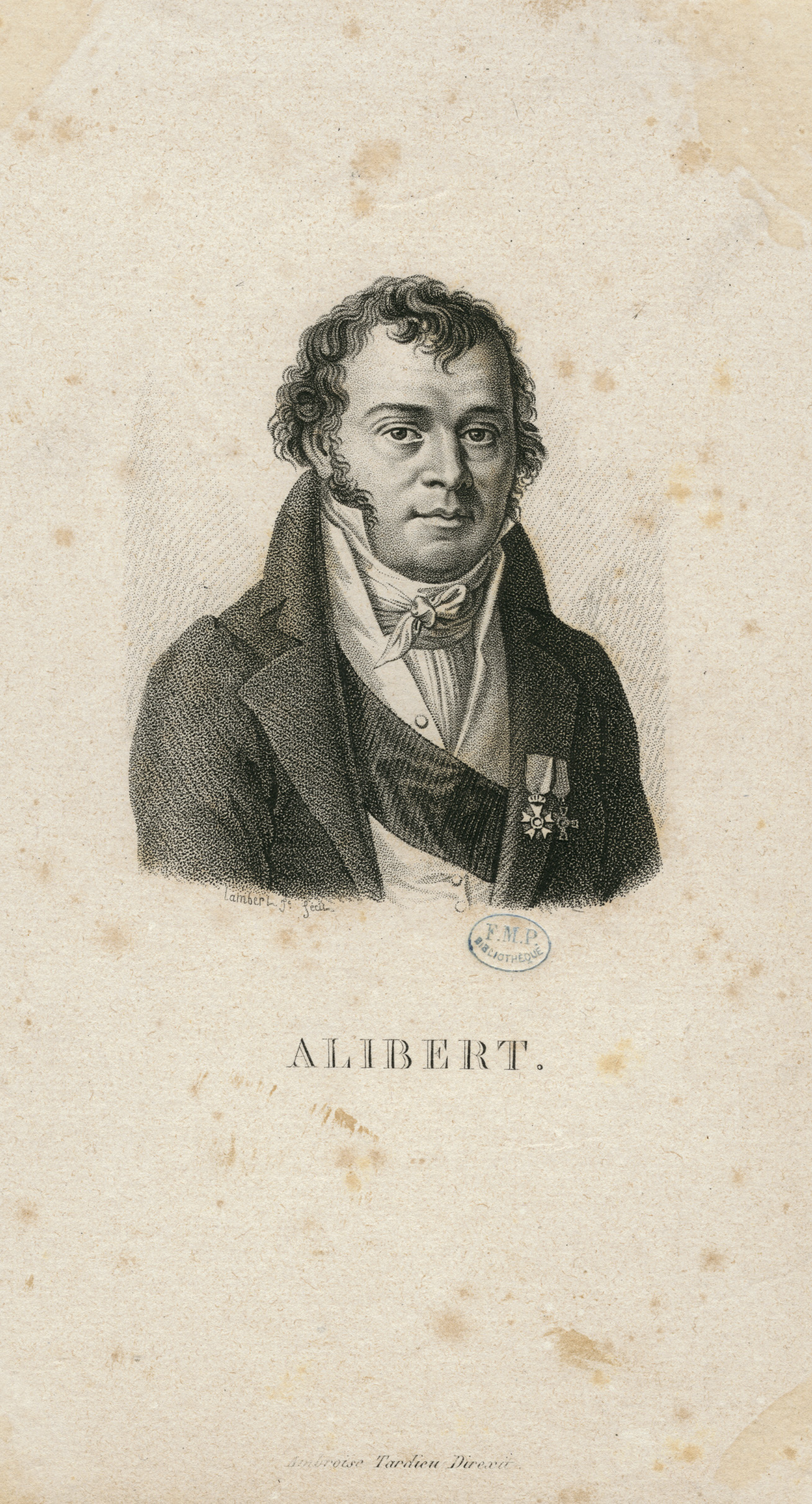
Jean Louis Alibert

Intanto in Francia diedero un contributo in campo dermatologico Jean Louis Alibert, con il 'Traité complet des maladies de la peau', e Pierre-François Olive Rayer che dimostrò la trasmissibilità della morva dal cavallo all'uomo. Alibert è considerato il padre della dermatologia, grazie al suo proficuo contributo in ambito dermatologico, riuscendo a ritagliarle un ruolo rilevante tra le specializzazioni mediche. Con il suo lavoro, contribuì ad accrescere la notorietà in campo dermatologico dell’ospedale parigino Saint-Louis, fondando così la scuola francese di dermatologia.

#### In Germania
Nel XVIII secolo fu grande l’interesse provato in campo dermatologico dai medici tedeschi, ma fra tutti eccelse Ferdinand Von Hebra, il quale diede alla dermatologia morfologica una base anatomopatologica. Fu questo un passo decisivo che portò la dermatologia al livello delle altre branche della patologia e della clinica. Hebra fu capo d'una scuola che irradiò luce su tutto il mondo dermatologico e che s'onorò di grandi nomi, quali Moritz Kaposi, Heinrich Auspitz, e Albert Neisser.

### Nel XIX secolo

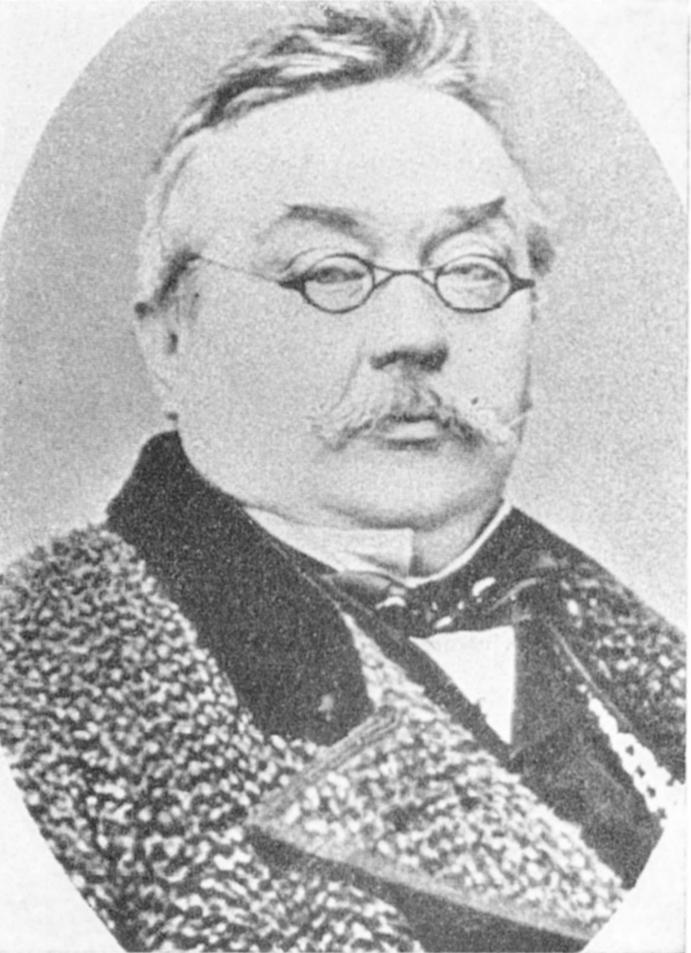
Ferdinand von Hebra.

L'Ottocento può essere considerato il secolo d’oro per la dermatologia: la figura del dermatologo si delinea sempre di più, e acquista una sua autonoma dignità. Nel 1886 Gian Battista Soresina fondò il 'Giornale Italiano delle Malattie Veneree e delle Malattie della Pelle', prima rivista scientifica della materia. Nel 1859 l’Ospedale Maggiore di Milano creò un reparto apposito per le malattie della pelle, il quale all’inizio era distinto dal reparto dedicato a coloro che erano affetti da malattie veneree, per poi essere uniti sotto un'unica sede qualche tempo dopo. Verso la metà dell’ottocento la dermatologia divenne a tutti gli effetti una branca a sé stante, affidata a cultori sempre più competenti.. Nel XIX secolo si distinse anche la figura di Ferdinand von Hebra, esponente della Wiener Schule der Dermatologie (Scuola viennese di Dermatologia).